# Десять злотых (памятные монеты)
Монеты в 10 злотых выпускаются Национальным Банком Польши из серебра 925-й пробы с 1998 года по настоящее время. Все монеты обязательны к приёму в качестве платежного средства по их номиналу. Реальная рыночная стоимость монет в несколько раз превышает номинальную.
Монеты серебристого цвета иногда с нанесенной на них цветной эмалью или голографическим рисунком. Выпускаются по технологии пруф с зеркальным полем и матовым рисунком.
Монеты выпускаются по случаю различных событий. Все монеты имеют свой, уникальный для них, рисунок реверса, некоторые монеты имеют и уникальный аверс. К обязательным элементам оформления аверса относятся: Герб Польши, надпись RZECZPOSPOLITA POLSKA (польск. Республика Польша) номинал записанный в сокращенном виде: 10 zł, и год чеканки монеты.
Расположение аверс/реверс = 0° (монетное соотношение)

## 10 злотовые монеты по дате выпуска в обращение

### выпуск 1998 года
| № п/п | Событие которому посвящена монета                                                                                                  | Дата выпуска    | Тираж  | Аверс | Реверс |
| ----- | --- | --------------- | ------ | ----- | ------ |
| 1     | XVIII Зимние Олимпийские игры в Нагано (XVIII. Zimowe Igrzyska Olimpijskie w Nagano)                                               | 25 февраля 1998 | 30 000 |       |        |
| 2     | 45-я годовщина трагической смерти генерала Августа Эмиля Фильдорфа (45. rocznica śmierci gen. A.E. Fieldorfa)                      | 7 апреля 1998   | 30 000 |       |        |
| 3     | 50-летие Декларации прав человека (50. rocznica przyjęcia przez ONZ Powszechnej Deklaracji Praw Człowieka)                         | 7 апреля 1998   | 14 000 |       |        |
| 4     | Польские короли и принцессы: Сигизмунд III Ваза (1587—1632) тип 1 (Poczet królów i książąt polskich: Zygmunt III Waza (1587—1632)) | 29 апреля 1998  | 14 000 |       |        |
| 5     | Польские короли и принцессы: Сигизмунд III Ваза (1587—1632) тип 2 (Poczet królów i książąt polskich: Zygmunt III Waza (1587—1632)) | 29 апреля 1998  | 22 000 |       |        |
| 6     | 20-летие понтификата Иоанна Павла II (20-lecie pontyfikatu Jana Pawła II)                                                          | 14 октября 1998 | 62 000 |       |        |
| 7     | 80-я годовщина независимости (80. Rocznica Odzyskania Niepodległości)                                                              | 9 ноября 1998   | 20 000 |       |        |

### выпуск 1999 года
| № п/п | Событие которому посвящена монета | Дата выпуска     | Тираж  | Аверс | Реверс |
| ----- | --- | ---------------- | ------ | ----- | ------ |
| 1     | Польские путешественники и исследователи: Столетие со дня смерти Эрнеста Малиновского (1818—1899) (Polscy podróżnicy i badacze: 100. rocznica śmierci Ernesta Malinowskiego (1818—1899)) | 23 февраля 1999  | 18 000 |       |        |
| 2     | 150-летие со дня смерти Юлиуша Словацкого (1809—1849) (150. rocznica śmierci Juliusza Słowackiego (1809—1849))                                                                           | 24 Марта 1999    | 19 000 |       |        |
| 3     | Иоанн Павел II — Пилигрим (Jan Paweł II — Papież pielgrzym) | 26 Мая 1999      | 70 000 |       |        |
| 4     | Вступление Польши в НАТО (Wejście Polski do NATO) | 23 июня 1999     | 25 000 |       |        |
| 5     | 150-летие со дня смерти Фредерика Шопена (150. rocznica śmierci Fryderyka Chopina) | 15 сентября 1999 | 27 000 |       |        |
| 6     | 600-летие преобразования Краковской Академии (1400—2000) (600-lecie odnowienia Akademii Krakowskiej (1400—2000))                                                                         | 15 сентября 1999 | 22 000 |       |        |
| 7     | 500-летие со дня рождения Яна Лаского (500. rocznica urodzin Jana Łaskiego) | 5 октября 1999   | 20 000 |       |        |
| 8     | Польские короли и принцессы: Владислав IV Ваза (1632—1648) тип 1 (Poczet królów i książąt polskich: Władysław IV Waza (1632—1648))                                                       | 3 ноября 1999    | 20 000 |       |        |
| 9     | Польские короли и принцессы: Владислав IV Ваза (1632—1648) тип 2 (Poczet królów i książąt polskich: Władysław IV Waza (1632—1648))                                                       | 3 ноября 1999    | 13 000 |       |        |

### выпуск 2000 года
| № п/п | Событие которому посвящена монета                                                                                          | Дата выпуска     | Тираж  | Аверс | Реверс |
| ----- | --- | ---------------- | ------ | ----- | ------ |
| 1     | Великий Юбилей 2000 Года (Wielki Jubileusz Roku 2000)                                                                      | 8 Марта 2000     | 60 000 |       |        |
| 2     | Тысячелетие конвенции в Гнезно (1000-lecie zjazdu w Gnieźnie)                                                              | 8 Марта 2000     | 32 000 |       |        |
| 3     | Тысячелетие Вроцлава (1000-lecie Wrocławia)                                                                                | 7 июня 2000      | 32 000 |       |        |
| 4     | 20-летие создания профсоюза «Солидарность» (20-lecie powstania Solidarności)                                               | 23 августа 2000  | 40 000 |       |        |
| 5     | Польские короли и принцы: Ян II Казимир (1648—1668) тип 1 (Poczet królów i książąt polskich: Jan II Kazimierz (1648—1668)) | 27 сентября 2000 | 20 000 |       |        |
| 6     | Польские короли и принцы: Ян II Казимир (1648—1668) тип 2 (Poczet królów i książąt polskich: Jan II Kazimierz (1648—1668)) | 27 сентября 2000 | 14 000 |       |        |
| 7     | 130-летия со дня основания Польского Музея в Рапперсвиле (Muzeum polskie w Rapperswilu: 130 rocznica powstania)            | 18 октября 2000  | 25 000 |       |        |
| 8     | 30-летие Декабрьских Событий в 1970 году (30 rocznica Grudnia 70)                                                          | 16 ноября 2000   | 37 000 |       |        |

### выпуск 2001 года
| № п/п | Событие которому посвящена монета                                                                                                  | Дата выпуска     | Тираж  | Аверс | Реверс |
| ----- | --- | ---------------- | ------ | ----- | ------ |
| 1     | 2001 Год (Rok 2001) | 24 января 2001   | 35 000 |       |        |
| 2     | Пятнадцатилетие Конституционного Суда (1986—2001) (15-lecie orzecznictwa Trybunału Konstytucyjnego (1986—2001))                    | 18 апреля 2001   | 25 000 |       |        |
| 3     | 100 лет со дня рождения кардинала Стефана Вышинского (100. rocznica urodzin Księdza Kardynała Stefana Wyszyńskiego)                | 6 июня 2001      | 60 000 |       |        |
| 4     | XII Международный конкурс скрипачей имени Генриха Венявского (XII Międzynarodowy Konkurs im. Henryka Wieniawskiego)                | 12 сентября 2001 | 28 000 |       |        |
| 5     | Польские короли и принцы: Ян III Собеский (1674—1696) тип 1 (Poczet królów i książąt polskich: Jan III Sobieski (1674—1696))       | 3 октября 2001   | 24 000 |       |        |
| 6     | Польские короли и принцы: Ян III Собеский (1674—1696) тип 2 (Poczet królów i książąt polskich: Jan III Sobieski (1674—1696))       | 3 октября 2001   | 17 000 |       |        |
| 7     | Польские путешественники и исследователи: Михаил Седлецкий (1873—1940) (Polscy podróżnicy i badacze: Michał Siedlecki (1873—1940)) | 7 ноября 2001    | 26 000 |       |        |

### выпуск 2002 года
| № п/п | Событие которому посвящена монета | Дата выпуска    | Тираж  | Аверс | Реверс |
| ----- | --- | --------------- | ------ | ----- | ------ |
| 1     | Польские путешественники и исследователи: Бронислав Малиновский (1884—1942) (Polscy podróżnicy i badacze: Bronisław Malinowski (1884—1942))   | 6 Марта 2002    | 33 500 |       |        |
| 2     | Чемпионат мира по футболу 2002 Корея/Япония тип 1 (Mistrzostwa Świata w Piłce Nożnej 2002 Korea/Japonia)                                      | 8 Мая 2002      | 55 000 |       |        |
| 3     | Чемпионат мира по футболу 2002 Корея/Япония тип 2 (Mistrzostwa Świata w Piłce Nożnej 2002 Korea/Japonia)                                      | 8 Мая 2002      | 65 000 |       |        |
| 4     | Иоанн Павел II (Jan Paweł II) | 27 Мая 2002     | 80 000 |       |        |
| 5     | Польские короли и принцы: Август II Сильный (1697—1706, 1709—1733) (Poczet królów i książąt polskich: August II Mocny (1697—1706; 1709—1733)) | 4 сентября 2002 | 30 000 |       |        |
| 6     | Генерал Владислав Андерс (1892—1970) (Generał broni Władysław Anders (1892—1970))                                                             | 6 ноября 2002   | 40 000 |       |        |

### выпуск 2003 года
| № п/п | Событие которому посвящена монета | Дата выпуска    | Тираж  | Аверс | Реверс |
| ----- | --- | --------------- | ------ | ----- | ------ |
| 1     | 10 лет Большому Оркестру Праздничной Помощи (10 lat Wielkiej Orkiestry Świątecznej Pomocy)                                                                  | 8 января 2003   | 47 000 |       |        |
| 2     | 750-летие Познани (750-lecie lokacji Poznania) | 5 марта 2003    | 39 000 |       |        |
| 3     | Бригадный генерал Станислав Мачек (1892—1994) (Generał Brygady Stanisław Maczek (1892—1994))                                                                | 7 мая 2003      | 44 000 |       |        |
| 4     | 150-летие нефтяной и газовой промышленности Польши (150-lecie narodzin przemysłu naftowego i gazowniczego)                                                  | 21 мая 2003     | 43 000 |       |        |
| 5     | Польские короли и принцы: Станислав Лещинский (1704—1709; 1733—1736) тип 1 (Poczet królów i książąt polskich: Stanisław Leszczyński (1704—1709; 1733—1736)) | 15 октября 2003 | 45 000 |       |        |
| 6     | Польские короли и принцы: Станислав Лещинский (1704—1709; 1733—1736) тип 2 (Poczet królów i książąt polskich: Stanisław Leszczyński (1704—1709; 1733—1736)) | 15 октября 2003 | 40 000 |       |        |

### выпуск 2004 года
| № п/п | Событие которому посвящена монета | Дата выпуска    | Тираж  | Аверс | Реверс |
| ----- | --- | --------------- | ------ | ----- | ------ |
| 1     | Польские путешественники и исследователи: Александр Чекановский 1833—1876 (Polscy podróżnicy i badacze: Aleksander Czekanowski (1833—1876)) | 19 Марта 2004   | 45 000 |       |        |
| 2     | История польского злотого (Dzieje złotego)                                                                                                  | 21 апреля 2004  | 55 000 |       |        |
| 3     | Вступление Польши в Европейский Союз (Wstąpienie Polski do Unii Europejskiej)                                                               | 26 апреля 2004  | 78 000 |       |        |
| 4     | 85-летие Полиции (85-lecie Policji) | 21 июля 2004    | 65 000 |       |        |
| 5     | 60-летие Варшавского Восстания (60. rocznica Powstania Warszawskiego)                                                                       | 28 июля 2004    | 92 000 |       |        |
| 6     | XXVIII Олимпийские игры 2004 года в Афинах тип 1 (Igrzyska XXVIII Olimpiady — Ateny 2004)                                                   | 11 августа 2004 | 70 000 |       |        |
| 7     | XXVIII Олимпийские игры 2004 года в Афинах тип 2 (Igrzyska XXVIII Olimpiady — Ateny 2004)                                                   | 11 августа 2004 | 90 000 |       |        |
| 8     | 100-летие со дня основания Академии изящных искусств Польши (100. rocznica utworzenia Akademii Sztuk Pięknych)                              | 18 октября 2004 | 75 000 |       |        |
| 9     | Бригадный генерал Станислав Сосабовский (1892—1967) (Generał brygady Stanisław F. Sosabowski (1892—1967))                                   | 17 ноября 2004  | 56 000 |       |        |